# Аренс, Адольф (капитан)
Адольф Аренс (нем. Adolf Ahrens; 17 сентября 1879, Геестемюнде, Бремерхафен — 21 января 1957, Бремен) — немецкий штурман, капитан и политик. Во времена Третьего рейха был членом НСДАП (№ 3399161). После начала Второй мировой войны, в 1939 году, сумел осуществить переброску своего лайнера «Бремен» из Нью-Йорка через Мурманск в Бремерхафен. После войны стал членом Немецкой партии и депутатом первого послевоенного Бундестага Федеративной Республики Германии, заседавшего с сентября 1949 по сентябрь 1953 года.

## Биография

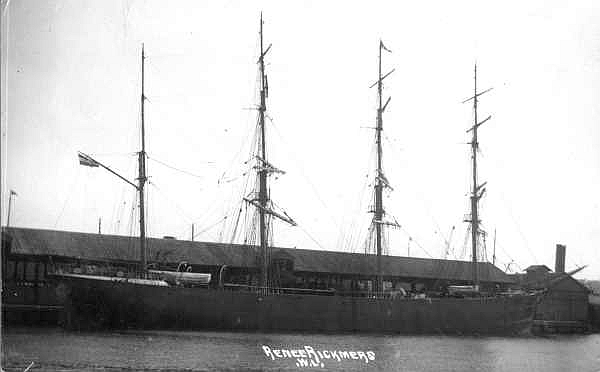
Reneé Rickmers, построенный в Бремерхафене в 1887 году.

Аренс вырос в Бремерхафене, где его отец работал садовником. В 1893 году, в возрасте 14 лет, Адольф стал юнгой на железном четырехмачтовом барке Renée Rickmers. Проработав пять лет матросом на парусных судах, в 1899 году он поступил в Морскую школу Эльсфлета. В 1898 году Аренс получил аттестат морского рулевого дальнего плавания. Проработав два года рулевым на барке Amazone, он сдал (снова в Эльсфлете) экзамен на шкипера дальних плаваний. В 1901 году он поступил на работу в судоходную компанию Norddeutschen Lloyd. Позднее на год покинул торговый флот для службы в Императорском флоте. Когда после Первой мировой войны немецкий торговый флот пришлось передать державам-победительницам, Аренс четыре года работал купцом. В 1923 году он был восстановлен в Lloyd.
В 1928 году Аренс был назначен капитаном круизного судна Columbus, флагмана Lloyd в то время. 1 февраля 1934 года он вступил в Национал-социалистическую немецкую рабочую партию (членский билет за № 3 399 161). В 1936 году он стал капитаном трансатлантического лайнера Bremen. В 1939 году, в начале Второй мировой войны, он организовал переброску Bremen из Нью-Йорка через Мурманск в Бремерхафен. За это Аренс был назначен коммодором Norddeutschen Lloyd. В 1941 году вышел в отставку.
Аренс также был писателем. Почти все его книги были занесены в список литературы, подлежащей выбраковке в советской зоне в 1946 году, из-за их национал-социалистических характеристик.
Аренс был депутатом 1-го Бундестага с 1949 по 1953 год, избравшись по списку Немецкой партии в Бремене. Он также руководил Домом мореплавания в Бремене. В 1952—1953 годах Аренс был членом Парламентской ассамблеи Совета Европы. В Бремерхафене в честь Аренса названа улица Commodore-Ahrens-Strasse. В середине 2017 года город Бремерхафен решил прикрепить к дорожным знакам поясняющие дополнительные знаки из-за нацистского прошлого Аренса.